# Othmar Meisinger
Othmar Meisinger (* 29. November 1872 in Rappenau; † 29. April 1950 in Bad Rappenau) war ein badischer Heimatforscher, der sich insbesondere um die Erforschung der Mundart und die Sammlung von Volksliedern bemüht hat.

## Leben
Meisinger war der Sohn des Frankfurter Kaufmanns Johann Franz Meisinger und der Babstadter Bauerntochter Elise Reichardt, die 1866 ein Haus in Rappenau erworben hatten und dort spätestens ab 1872 lebten. Othmar besuchte die Realschule im Nachbarort Wimpfen, später das Gymnasium in Mannheim. Anschließend studierte er Philosophie, Germanistik und klassische Philologie in Heidelberg und München. Zu seinen Hochschullehrern in Heidelberg zählten Erwin Rohde, Wilhelm Braune und Kuno Fischer, während des Semesters in München Wilhelm Heinrich Riehl. Während des Studiums wurde er Mitglied der Philologisch-Historischen Verbindung Cimbria Heidelberg im Naumburger Kartellverband. 1896 legte er das erste Staatsexamen ab, scheiterte jedoch an einer ersten Doktorarbeit, da ihm ein anderer Doktorand mit einer Arbeit über Die Sieben-Weisen-Sage im Altertum zuvorgekommen war. In Heidelberg promovierte er 1901 schließlich mit einer Dissertation über die Rappenauer Mundart. Von 1900 bis 1902 war er Lehrer in Freiburg, danach in Lörrach, wo er 1903 zum Professor ernannt wurde. 1913 wechselte er nach Karlsruhe, 1920 nach Heidelberg. 
Zur bereits Gegenstand seiner Dissertation gewesenen Rappenauer Mundart legte er 1906 ein umfassendes Wörterbuch vor. In der Zeitschrift für hochdeutsche Mundarten veröffentlichte er eine Untersuchung über hebräische Fremdwörter aus der jüdischen Händlersprache. In Lörrach begann er, die Volkslieder des badischen Oberlands zu sammeln. Da er musikalisch begabt war, konnte er nicht nur Texte, sondern auch Melodien aufzeichnen. 1913 erschien in Karlsruhe im Auftrag des Landesvereins Badische Heimat das Werk Lieder aus dem badischen Wiesental, dessen 346 enthaltene Volkslieder im Wesentlichen aus Meisingers Sammlung entstammen. Im Folgejahr erschien eine gekürzte Ausgabe als Oberländer Volksliederbuch. Mit dem Werk Volkswörter aus dem Wiesental veröffentlichte er außerdem ein Werk zur Mundart des badischen Oberlandes. 1924 legte er mit Hinz und Kunz, Deutsche Vornamen in erweiterter Bedeutung ein Buch über Appellativnamen vor. 1932 überarbeitete er mit Liedern aus seiner Sammlung das Odenwälder Spinnstube genannte Liederbuch des Odenwaldklubs. Im selben Jahr veröffentlichte er die humoristische Mundartgedicht- und Anekdotensammlung O letz!
Aufgrund gesundheitlicher Beschwerden trat er 1932 in den vorzeitigen Ruhestand. Zu seinem 75. Geburtstag wurde er 1947 Ehrenbürger seines Heimatortes Bad Rappenau.